# Parafia św. Franciszka z Asyżu w Warszawie (Okęcie)
Parafia św. Franciszka z Asyżu w Warszawie – parafia rzymskokatolicka należąca do dekanatu ochockiego, archidiecezji warszawskiej, metropolii warszawskiej Kościoła katolickiego, w Warszawie.

## Historia
Parafia powstała 1 stycznia 1937, na podstawie aktu erekcyjnego z 15 grudnia 1936. Pierwszym proboszczem był ks. Edmund Paszkowski.

### Kościół parafialny
Kościół wybudowany w latach 80. XX wieku.